# Lew Kuzniecow
Lew Fiodorowicz Kuzniecow (ros. Лев Фёдорович Кузнецов; ur. 1 czerwca 1930 w Moskwie, zm. 16 marca 2015 tamże) – radziecki szablista, dwukrotny medalista olimpijski i pięciokrotny medalista mistrzostw świata.
Na igrzyskach olimpijskich w Helsinkach w 1952 roku w zawodach indywidualnych dotarł do ćwierćfinałów, a drużynowo odpadł w pierwszej rundzie. Na rozgrywanych cztery lata później igrzyskach olimpijskich w Melbourne w turnieju indywidualnym zdobył brązowy medal. W rundzie finałowej zdobył tyle samo punktów co Francuz Jacques Lefèvre, w barażu o trzecie miejsce Kuzniecow zwyciężył 1:0. Parę dni później reprezentacja ZSRR w składzie: Lew Kuzniecow, Jakow Rylski, Jewgienij Czeriepowski, Dawid Tyszler i Leonid Bogdanow zdobyła drużynowo brązowy medal.
Podczas mistrzostw świata w Rzymie w 1955 roku razem z Bogdanowem, Czeriepowskim, Rylskim i Tyszlerem zajął trzecie miejsce w zawodach drużynowych. W tej samej konkurencji zdobywał następnie srebrne medale na mistrzostwach świata w Paryżu (1957) i mistrzostwach świata w Filadelfii (1958) oraz brązowe na mistrzostwach świata w Budapeszcie (1959) i mistrzostwach świata w Buenos Aires (1962).
Odznaczony Orderem Czerwonego Sztandaru Pracy, Orderem Przyjaźni Narodów, orderem „Znak Honoru” i medalem „Za pracowniczą dzielność”. Po zakończeniu kariery został trenerem. Prowadził reprezentację ZSRR szablistów na IO 1964, IO 1968, IO 1972, IO 1976, IO 1980 i IO 1988. Był też członkiem Radzieckiej Federacji Szermierki.